# スモークパープ
スモークパープ（英: Smokepurpp、本名: オマー・ピネイロ、1997年5月15日 - ）はアメリカ合衆国フロリダ州マイアミ出身のラッパー、歌手、ソングライター、音楽プロデューサー、ヒップホップミュージシャン。スモークパープは2014年9月23日にLil Ominousとの最初のミュージックビデオをリリースする。そして2016年にサウンドクラウドで「Ski Mask」と「Audi」がヒット。後にサウンドクラウド・ラップと言われるジャンルの第一人者となる。
スモークパープは2017年9月28日にミックステープ『Deadstar』をリリース。Billboard 200で42位を記録する。

## 生い立ち
スモークパープは1997年5月15日にイリノイ州シカゴで生まれる。スモークパープとその家族は3歳の時フロリダ州マイアミへ移住する 。
スモークパープはプロデューサーとしてキャリアをスタートさせる。友人であるリル・ポンプとラップを始める。サウンドクラウドでの成功で高校を中退する。

## キャリア

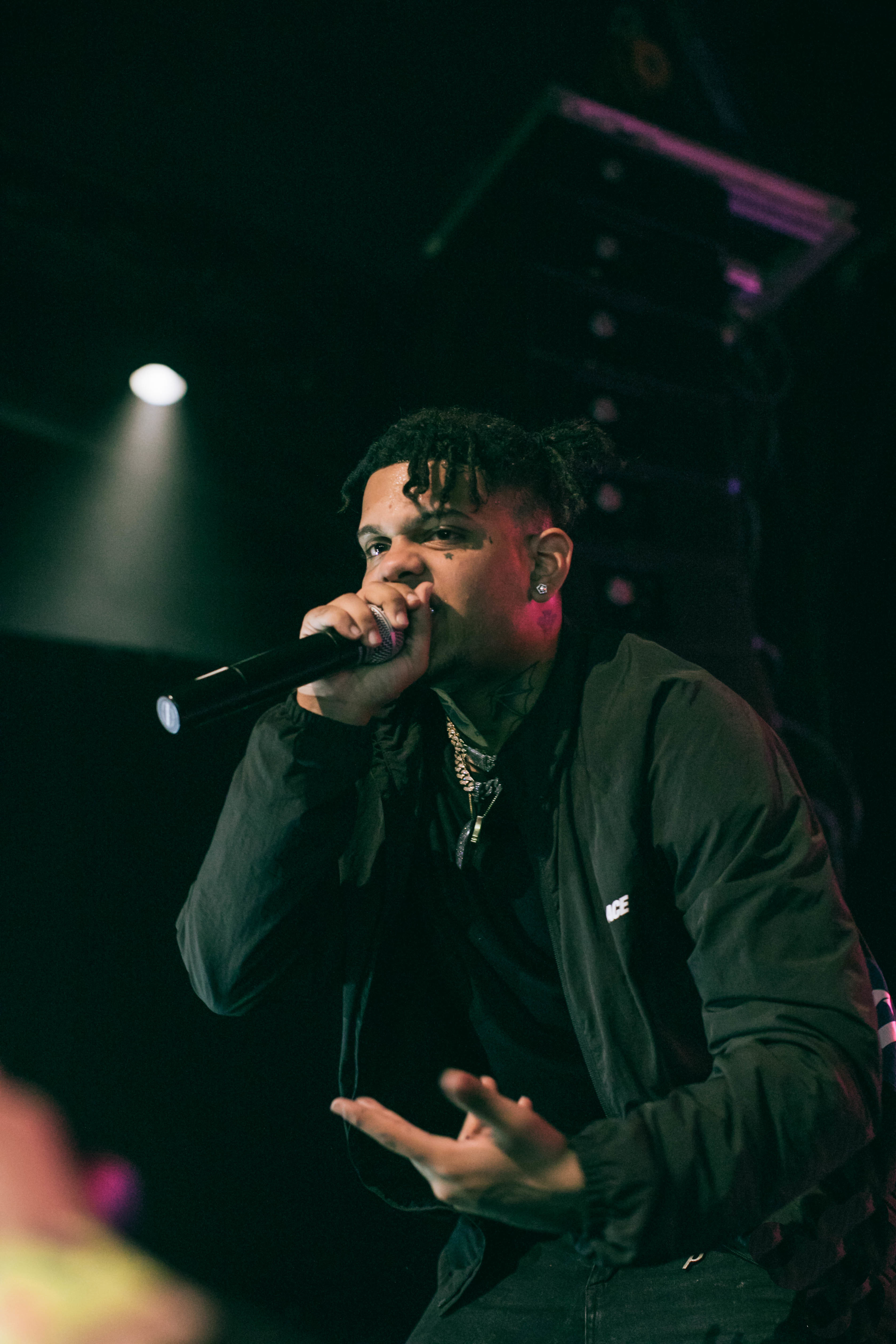
ライブでのSmokepurpp（2018年）

プロデューサーとしてキャリアを高校生で開始させたスモークパープは、機材を買う資金がなくラップを始める。最初の曲は2015年にサウンドクラウドでリリースされる、だが、品質の問題で削除する。次の曲はフロリダのラッパーであるXXXテンタシオンとの”Live Off A Lick”である。この曲がきっかけで高校を中退する 。
2017年3月、スモークパープはインタースコープ・レコードとアラモ・レコードと契約を結ぶ。2017年3月9日にはツイッター上でデビューミックステープをリリースすると発表。3月14日にDeadstarというタイトル名と発表する。
スモークパープは2017年5月に”Audi”をリリース。このシングルは2017年10月時点でサウンドクラウドでは2500万回、スポティファイでは3300万回の再生回数を記録 。
2017年9月28日にDeadstarをリリース。チーフ・キーフ、ジューシー・J、トラビス・スコットなどのアーティストが客演。Billboard 200では42位を記録する  。このミックステープをリリース後、トラビス・スコットが主催するレーベルCactus Jack Recordsと契約を結ぶ。
2017年11月8日にMTVのTVショーであるTRLに出演。そこで、マーダー・ビーツとのジョイントミックステープBless Yo Trapをリリースすると発表する。その後、”123”や”Do Not Disturb”のシングルをリリース。”Do Not Disturb”はリル・ヨッティ、オフセットが客演。Bless Yo Trapは2018年4月13日にリリースされる。
2018年9月には初の来日公演が決定している。東京公演は行ったが、大阪公演はキャンセルとなった。

## ディスコグラフィー
スタジオアルバム
- Deadstar 2 (2019)
- Florida Jit (2020)

ミックステープ
- Deadstar (2017)
- Bless Yo Trap (2018)